# ورزشگاه دن آنیام
ورزشگاه دن آنیام (به لاتین: Dan Anyiam Stadium) یک ورزشگاه در نیجریه است که در اووری واقع شده‌است.